# 岡山リサーチパーク

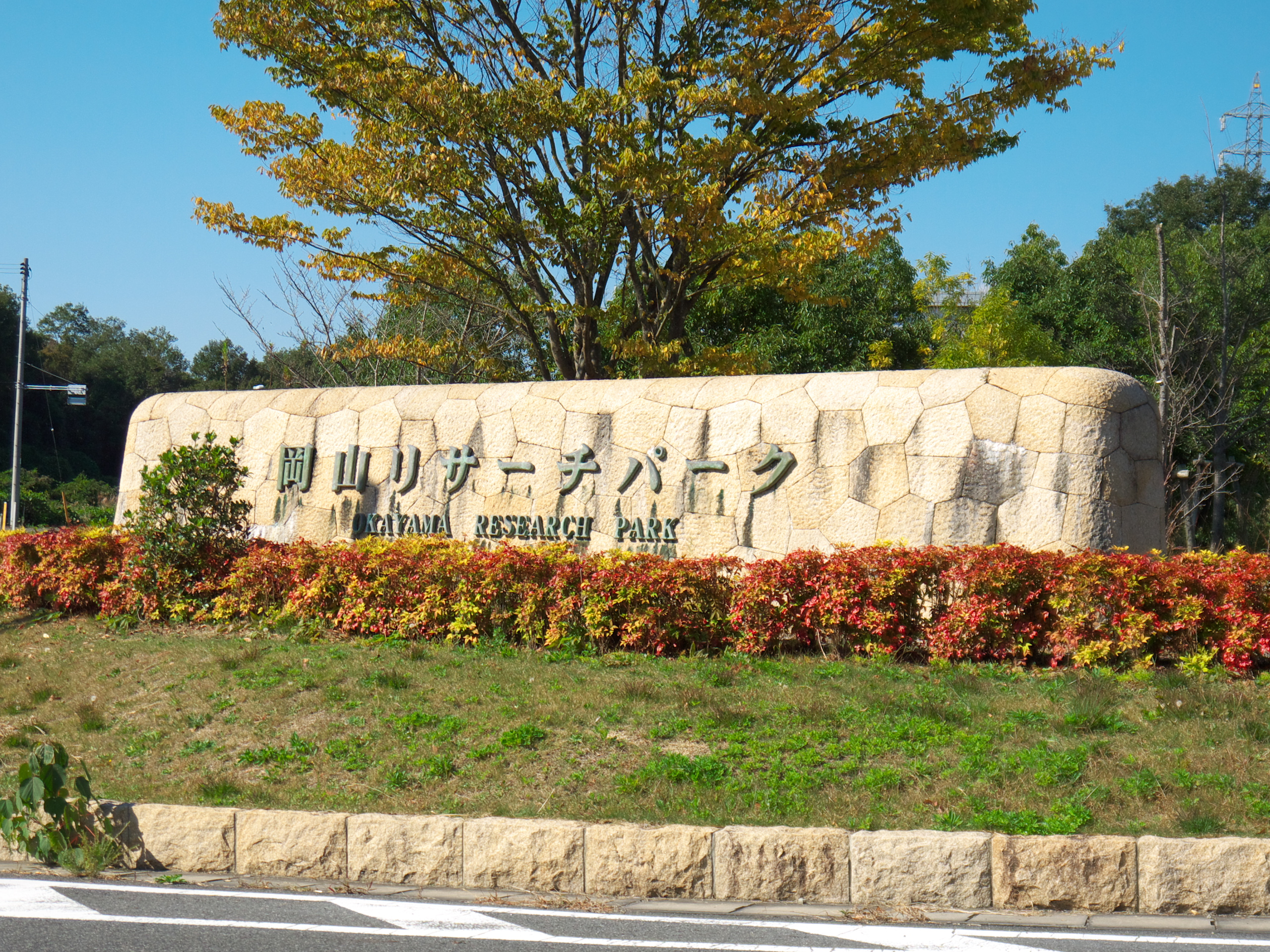
岡山リサーチパーク入口

岡山リサーチパーク（おかやまリサーチパーク、Okayama Research Park）とは、岡山県岡山市北区の岡山空港付近の芳賀（一宮地域）・富吉（津高地域）にある工業団地である。

## 概要
岡山県が事業主体となって、岡山空港・瀬戸大橋・高速道路などの広域交通網の交流拠点である本地域の特性を生かし、主に研究開発施設の誘致を目的として造成され、1993年（平成5年）に完了した。
南北に岡山県道72号岡山賀陽線（吉備新線）が通っており、東側が芳賀区、西側が富吉区となっている。
- 開発面積 - 51.3ha
- 分譲面積 - 11.1ha

## 主な施設

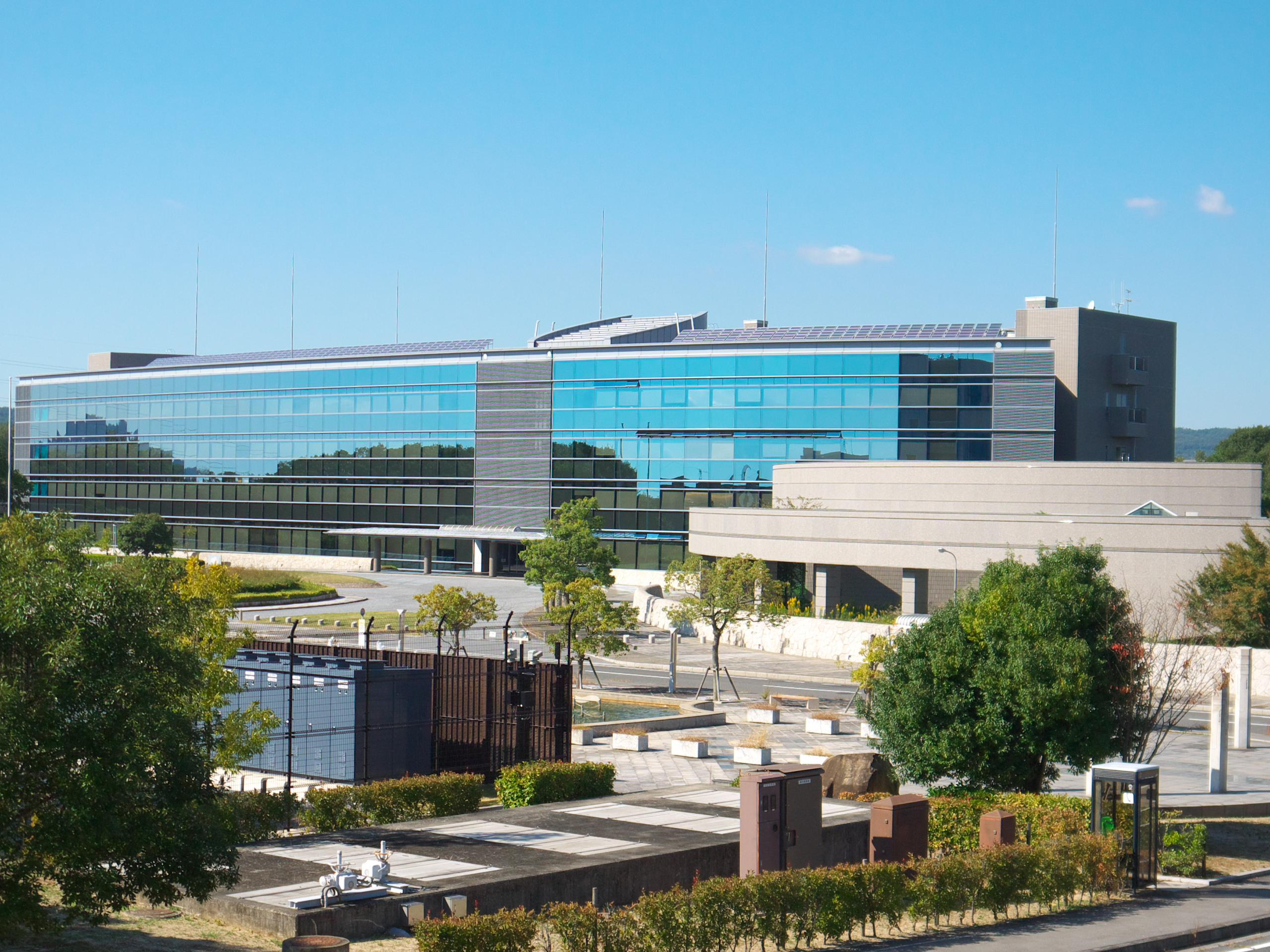
岡山県工業技術センター・
テクノサポート岡山

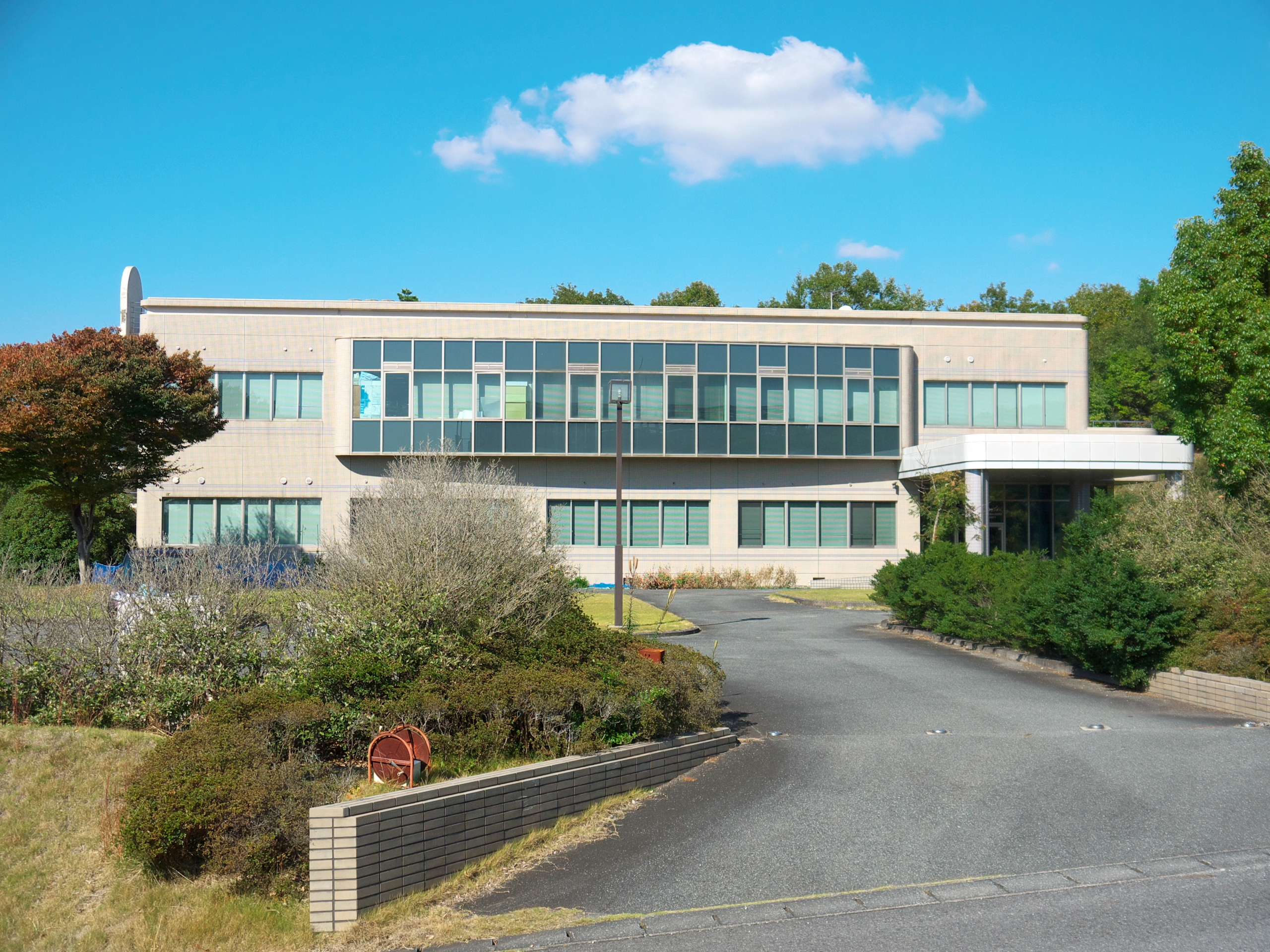
岡山大学産学官融合センター

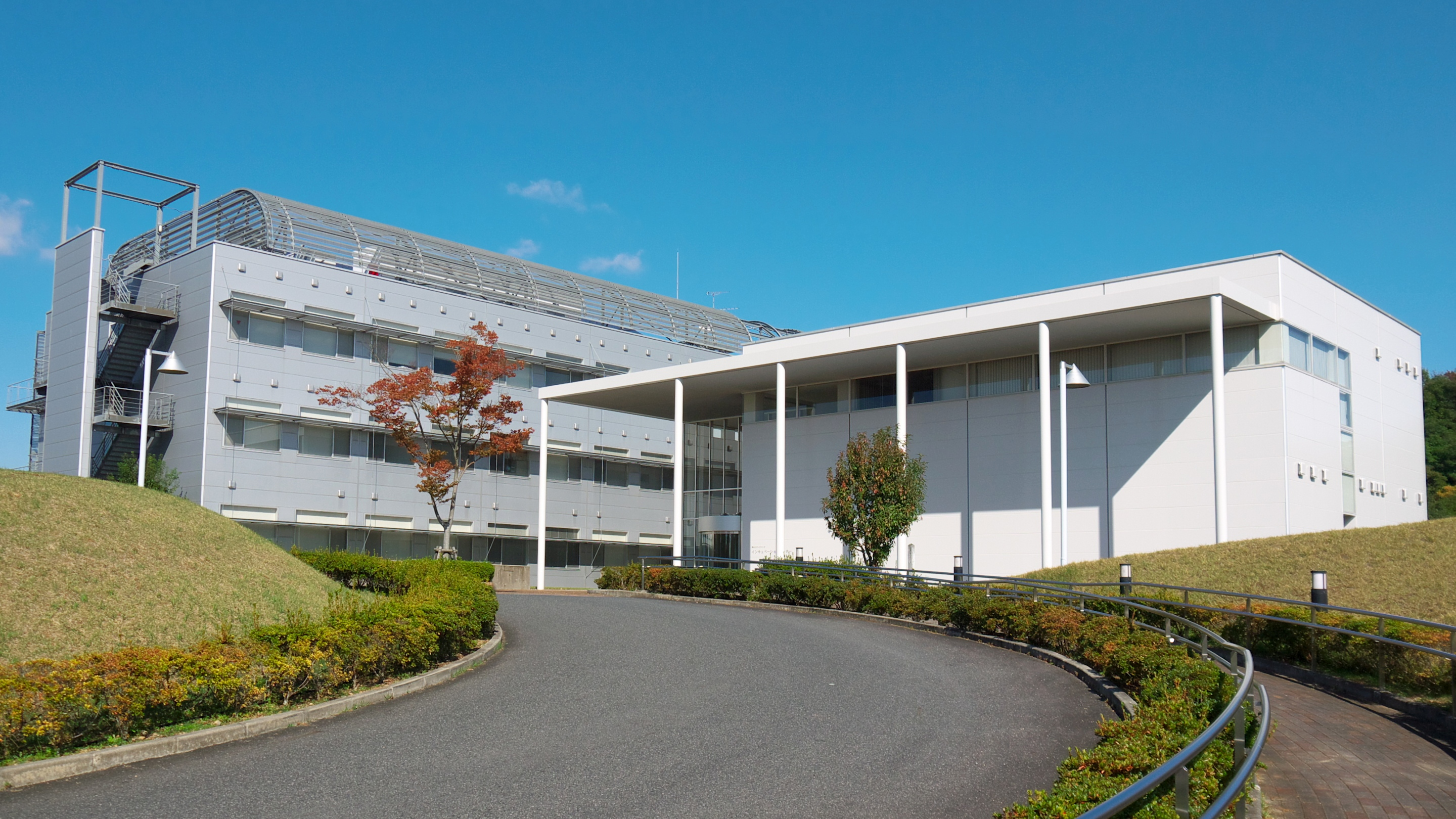
岡山リサーチパーク・
インキュベーションセンター

- 岡山県工業技術センター・テクノサポート岡山 - 地域産業の中核的技術支援機関である「岡山県工業技術センター」と公益財団法人岡山県産業振興財団が運営する「テクノサポート岡山」が一体になった施設[2]。
- 岡山大学研究推進産学官連携機構 産学官融合センター - 1994年（平成6年）に岡山大学で唯一の産学官連携窓口である「地域共同研究センター」として設置[3]。
- 岡山リサーチパーク・インキュベーションセンター（ORIC） - 2003年（平成15年）4月開所。

## 進出企業・機関

### 企業
- 日立製作所 - システム運用支援
- アプリシアテクノロジー - 半導体製造装置の開発、技術対応など
- 日本メジフィジックス
- 山本金属製作所
- オハヨー乳業
- カバヤ食品
- システムメイト
- 日本植生 - 微生物・植物に関する研究開発
- 日本ステントテクノロジー
- 両備システムズ
- CANホールディングス
- ナカシマプロペラ
- ティーアールエス
- 川本 - 水処理プラント及び水処理機械の設計及び技術指導
- アイ・サポート
- 独立行政法人中小企業基盤整備機構
- システムエンタープライズ - コンピュータのアプリケーションソフトウェアに関する設計及び開発

※やっぱり岡山！企業立地ガイドの記載順

### 運輸・交通
- 中鉄バス岡山営業所 - 路線バス会社。バス車庫および発着基地。
- 岡山運輸支局 - 2015年5月に移転開設